# Ring of Bright Water
Pour plus de détails, voir Fiche technique et Distribution.
Ring of Bright Water est un film britannico-américain, sorti en 1969.

## Synopsis
Bloqué dans un emploi sans perspectives d'avenir, Graham Merrill décide d'adopter une loutre, qu'il baptise Mij. Elle lui sert d'animal de compagnie et ils déménagent ensemble dans un village isolé de l’ouest de l’Écosse où ils connaissance diverses aventures.

## Fiche technique
- Titre : Ring of Bright Water
- Réalisation : Jack Couffer
- Scénario : Jack Couffer et Bill Travers d'après le livre de Gavin Maxwell
- Photographie : Wolfgang Suschitzky
- Montage : Reginald Mills
- Musique : Frank Cordell
- Pays de production :  États-Unis -  Royaume-Uni
- Genre : comédie dramatique
- Date de sortie : 1969

## Distribution
- Bill Travers : Graham Merrill
- Virginia McKenna : Mary MacKenzie
- Peter Jeffrey : Colin Wilcox
- Christopher Benjamin : Poissonnier
- Archie Duncan : Réparateur

## Récompense
- National Board of Review: Top Ten Films 1969